# Марольдсвайзах
Марольдсвайзах (нем. Maroldsweisach) — ярмарочная община в Германии, в земле Бавария.
Подчиняется административному округу Нижняя Франкония. Входит в состав района Хасберге. 
По данным на 31 декабря 2015 года:
- территория —  7187 га;
- население —  3339 чел.;
- плотность населения —  46,46 чел./км²;
- землеобеспеченность с учётом внутренних вод —  21 524,41 м²/чел.

С 1 мая 1978 года до 1 января 1994 года община входила в состав политической общины Эрмерсхаузен.

## Население
По оценке на 31 декабря 2015 года население общины Марольдсвайзах составляет 3339 чел. 

| Дата      | 1840 | 1871 | 1900 | 1925 | 1939 | 1950 | 1961 | 1970 | 1987 | 2011 |
| --------- | ---- | ---- | ---- | ---- | ---- | ---- | ---- | ---- | ---- | ---- |
| Население | 3330 | 3196 | 2966 | 3051 | 3068 | 4463 | 4249 | 4151 | 3956 | 3523 |

| Год       | 1960 | 1970 | 1980 | 1990 | 2000 | 2009 | 2010 | 2011 | 2012 | 2013 | 2014 | 2015 |
| --------- | ---- | ---- | ---- | ---- | ---- | ---- | ---- | ---- | ---- | ---- | ---- | ---- |
| Население | 4138 | 4145 | 3926 | 4123 | 3925 | 3614 | 3574 | 3486 | 3434 | 3415 | 3396 | 3339 |